# Thomas Naglieri
Thomas Naglieri, född 14 september 1985, är en fransk bågskytt. Han deltog vid olympiska sommarspelen 2004.